# STILL (MULTI MAXのアルバム)
『STILL』（スチル）は、MULTI MAXの2枚目のオリジナル・アルバム。1991年4月12日に発売された。発売元は東芝EMI / EASTWORLD。2001年9月19日にはヤマハミュージックコミュニケーションズから再発売されている。

## 解説
オリジナル・アルバムとしては『HEAVEN』以来1年5か月ぶりとなる作品。
"果てしない愛"と"10年たっても色褪せない本物の音"をテーマに、バンド色の濃いサウンドで制作された。
シングル「WINDY ROAD」と同時発売。
1991年盤のみ初回特典としてステッカーが封入された。
本作を引っ提げて、4月19日からは郡山市民文化センターを皮切りにライブツアー『MULTI MAX CONCERT TOUR 1991“WINDY ROAD"』を開催した。

## 収録曲
| 全編曲: 村上啓介。 |                                |            |                      |       |
| #                  | タイトル                       | 作詞       | 作曲                 | 時間  |
| 1.                 | 「MOFU II -極東のまぼろし-」   |            | 村上啓介             | 0:47  |
| 2.                 | 「SUPRISE」                    | 青木せい子 | CHAGE                | 4:12  |
| 3.                 | 「DEEP」                       | 澤地隆     | 浅井ひろみ           | 6:51  |
| 4.                 | 「LEAVE IT TO THE FUTURE」     | 飛鳥涼     | 村上啓介             | 5:41  |
| 5.                 | 「THE WOMAN I LOVE」           | 青木せい子 | CHAGE                | 4:31  |
| 6.                 | 「MILKY WAY BLUES」            | CHAGE      | CHAGE                | 5:15  |
| 7.                 | 「WORKING」                    | 陣内大蔵   | 村上啓介             | 3:58  |
| 8.                 | 「THAT'S LIFE」                | 青木せい子 | 村上啓介             | 4:05  |
| 9.                 | 「FAIRY TALE」                 | 實川翔     | 浅井ひろみ、村上啓介 | 6:38  |
| 10.                | 「STILL」                      | CHAGE      | CHAGE                | 4:01  |
| 11.                | 「WINDY ROAD (Album Version)」 | 澤地隆     | CHAGE                | 7:27  |
| 合計時間:          | 合計時間:                      | 合計時間:  | 合計時間:            | 53:26 |

## 楽曲解説
1. MOFU II -極東のまぼろし-
インストゥルメンタル。
僅かに次曲と繋がっている。
2. SUPRISE
イントロが前曲と繋がっている。
3. DEEP
浅井のメインボーカルによる楽曲。
4. LEAVE IT TO THE FUTURE
村上のメインボーカルによる楽曲で、作詞は飛鳥涼。
5. THE WOMAN I LOVE
6. MILKY WAY BLUES
後に1996年2月19日に発売されたCHAGE and ASKAのシングル「river」のカップリング曲「NとLの野球帽」には本楽曲の続編的なところがあり、本楽曲ではガキの頃の工場地帯の街を描き、「NとLの野球帽」は「その工場地帯を走り回る自分自身を描いた」と語っている[3]:319-320
後に1996年12月4日発売の5枚目アルバム『Oki doki!』にてライブ音源が収録されている。
7. WORKING
2枚目シングル「WINDY ROAD」のカップリング曲。
8. THAT'S LIFE
9. FAIRY TALE
浅井のメインボーカルによる楽曲。
10. STILL
本作のタイトル・チューン。
ベストアルバム『MAX TOOL VOL.1』にも収録されている。
11. WINDY ROAD (Album Version)
本作と同時発売の2枚目シングル。
イントロとアウトロがシングルバージョンより長くなっているほか、エンディングがシングルバージョンではフェードアウトで終わるのに対し、こちらのバージョンでは最後まで完奏している。
後にベストアルバム『MAX TOOL VOL.1』、CHAGEのベストアルバム『CHAGE BEST SONGS/PROLOGUE』にもイントロが少し短縮されているが、このバージョンで収録されている。

## 参加ミュージシャン
- E.Guitar：村上啓介
- Drums：江口信夫
- Bass：美久月千晴
- Keyboard：重実徹
- B.G.Vocals：土肥二朗、三宅修一、中野努、佐藤隆、The MUGIFUMI
- Slide Guitar：古川健二、村上啓介 (#6)
- Brass Section：TOKYO REGXIE ENSEMBLE LAB (#5)